# Центральноафриканский турако
Центральноафриканский турако, или центральноафриканский гологлазый турако, или турако Росса, или турако леди Росс, или фиолетовый бананоед (лат. Tauraco rossae) — вид птиц из семейства тураковых.

## Фото

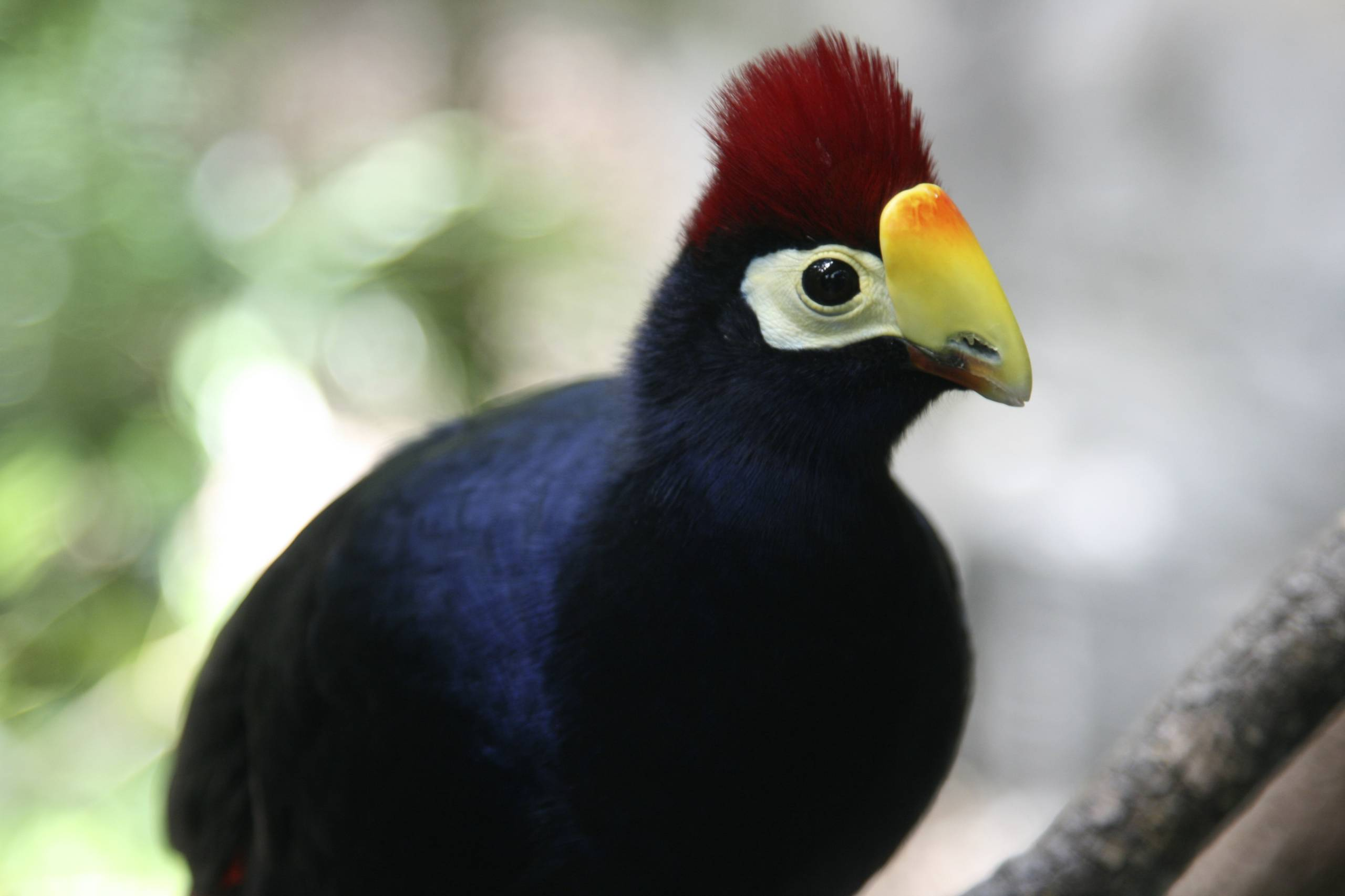
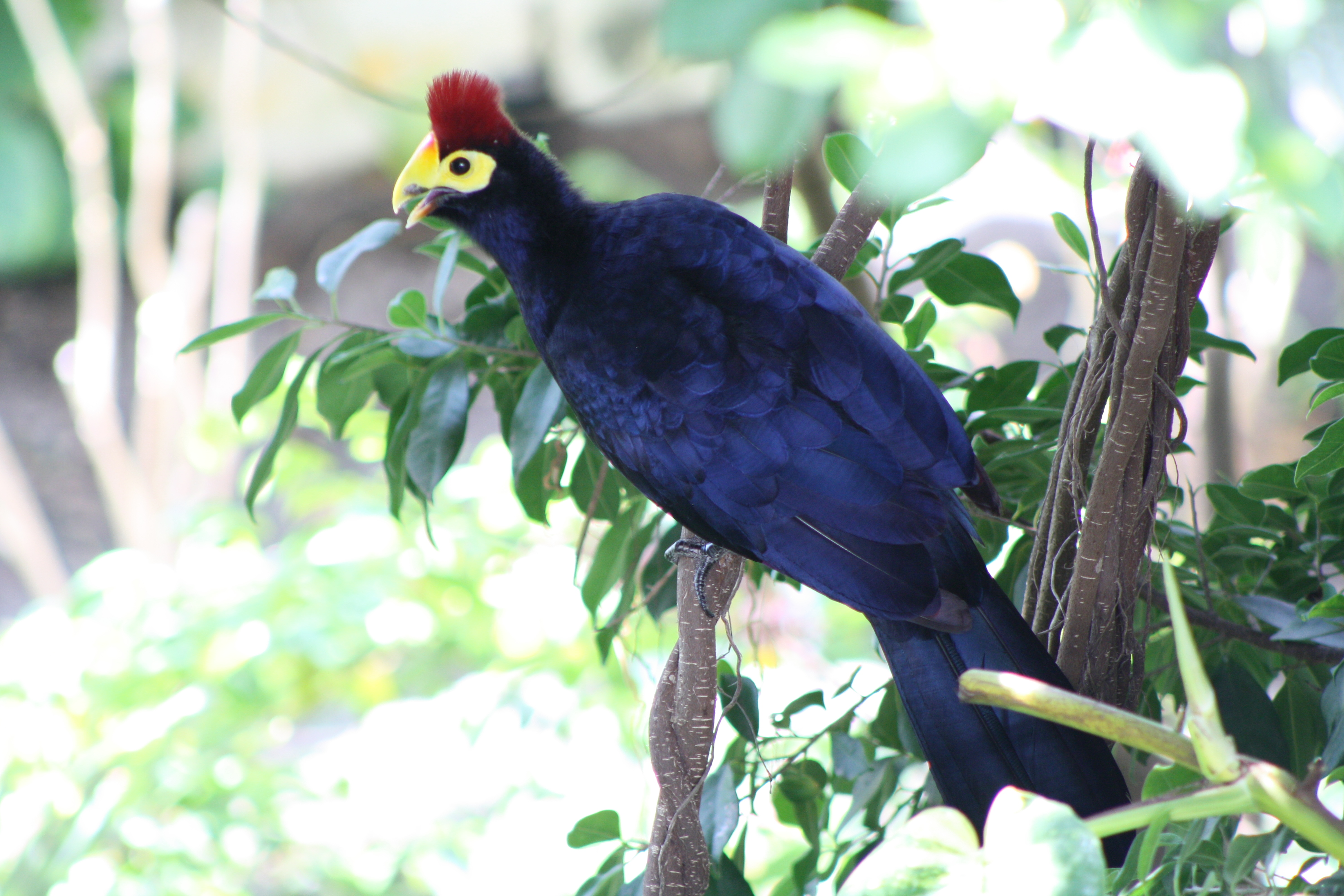
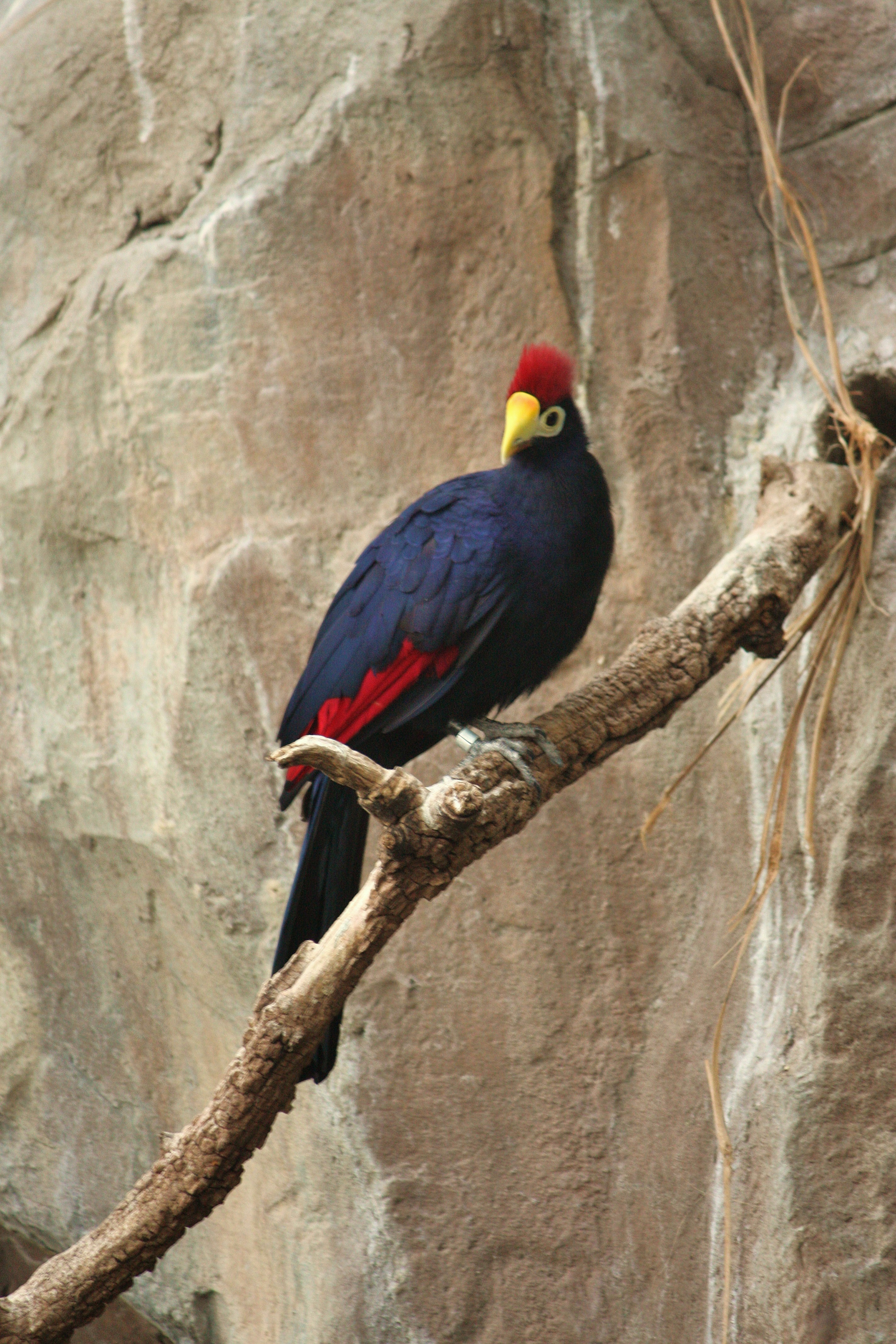

## Описание

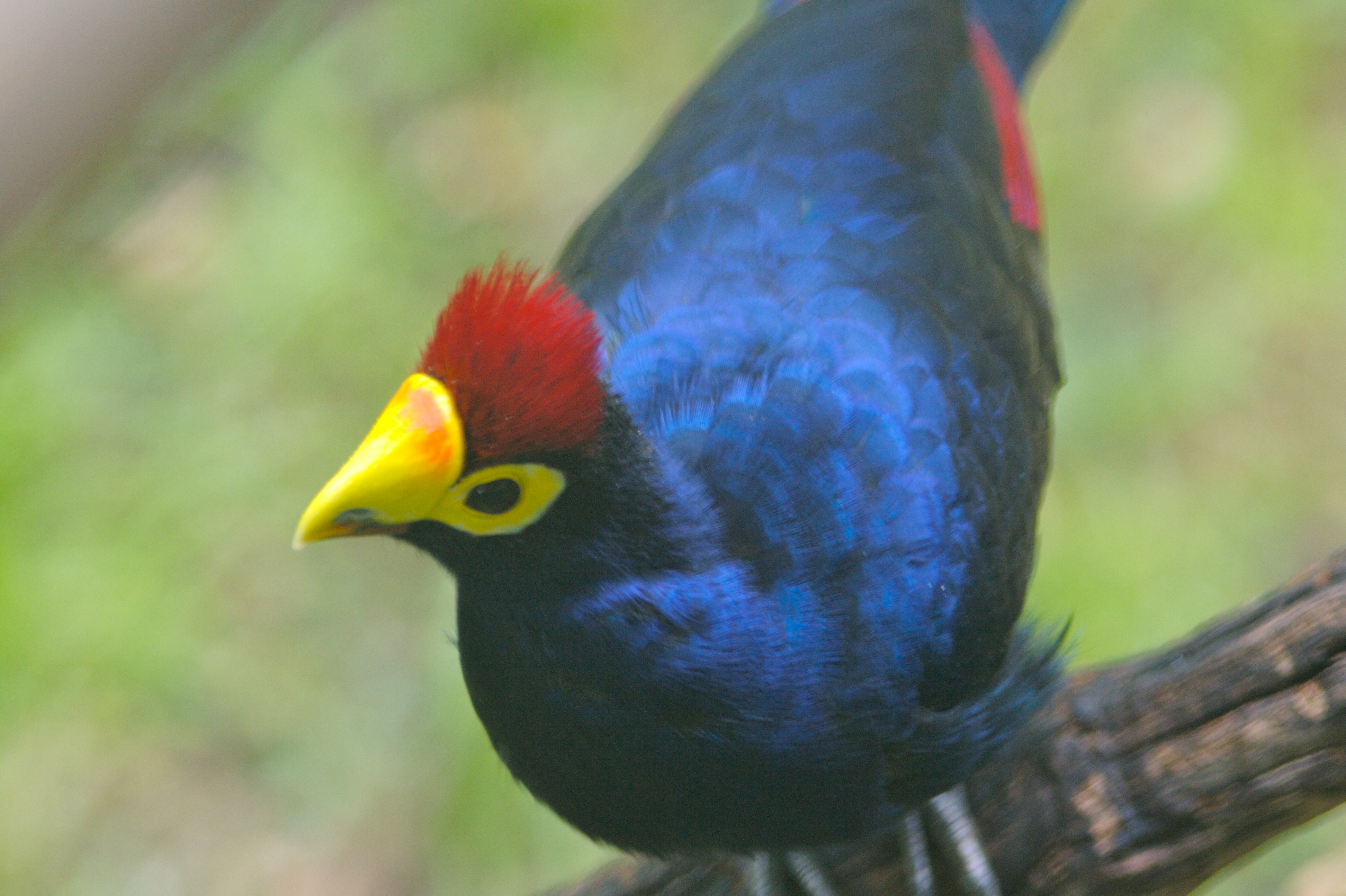

Общая длина тела с хвостом достигает 50 см, длина крыла 22—24 см. Окраска оперения тёмная фиолетово-синяя, блестящая, на голове небольшой малиново-красный хохол из стоячих перьев. Клюв массивный, жёлтый, вверху переходит в яркий оранжево-жёлтый роговой лобный щиток. Неоперенные участки вокруг глаз желтые или белые. Первостепенные маховые перья крыльев пурпурно-красные. От близкого фиолетового турако отличается более крупным хохлом на голове и отсутствием узкой белой полосы за глазом. Голос — высокая, короткая, медленная серия кудахчущих звуков «тат». Летает плохо, но зато очень быстро бегает и ловко прыгает по ветвям деревьев, подобно белке.
Подвидов не образует.

## Ареал и места обитания
Центральноафриканский турако распространен в Центральной Африке от севера ЦАР на севере ареала до юга Замбии на юге и от северо-запада Камеруна и запада Анголы на западе до запада Кении на востоке. Залетает в северные районы Ботсваны. При этом густых лесов бассейна реки Конго избегает, придерживаясь окраин его лесного массива. В северной части ареал очень разорванный, состоит из нескольких изолированных областей на северо-востоке Габона, севере Камеруна и западе ЦАР, севере ЦАР, юго-востоке Южного Судана. Обитает в пологе разреженных лесов, редколесьях миомбо, садах, часто держится возле рек и ручьев. В горах встречается до высоты 1750 м.